# Tašmajdana-Trophäe der Männer 1961
Die Ⅱ Tašmajdana-Trophäe (kroatisch Trofej Tašmajdana) war ein internationales Kleinfeldhandballturnier das 1961 in Belgrad stattfand. Die Vereinigte Arabische Republik war zwischen 1958 und 1961 der ägyptisch-syrischer Einheitsstaat. Die Spiele werden der ägyptischen Nationalmannschaft zugeschrieben.

## Tabelle
| Pl.                 | Land                          | Sp. | S | U | N | Tore    | Diff. | Punkte |
| ------------------- | ----------------------------- | --- | - | - | - | ------- | ----- | ------ |
| 1.                  | Rumänien                      | 2   | 2 | 0 | 0 | 036:260 | +10   | 4      |
| 2.                  | Jugoslawien                   | 2   | 1 | 0 | 1 | 045:250 | +20   | 2      |
| 3.                  | Vereinigte Arabische Republik | 2   | 0 | 0 | 2 | 019:490 | −30   | 0      |
| Stand: 2. Juli 1961 |                               |     |   |   |   |         |       |        |

## Spiele
| Jugoslawien                                           | Jugoslawien | Vereinigte Arabische Republik | Vereinigte Arabische Republik |
| ----------------------------------------------------- | --- | --- | ----------------------------- |
| Jugoslawien                                           | \| 1. Tag[2] \| \| Freitag, 30. Juni 1961 in Belgrad (Stadion Tašmajdan) \| \| Ergebnis: 30:8 (16:3) \| \| Zuschauer: 2 000 \| \| Schiedsrichter: Alfred Schwab ( Österreich) \|                                                          | \| 1. Tag[2] \| \| Freitag, 30. Juni 1961 in Belgrad (Stadion Tašmajdan) \| \| Ergebnis: 30:8 (16:3) \| \| Zuschauer: 2 000 \| \| Schiedsrichter: Alfred Schwab ( Österreich) \|        | Vereinigte Arabische Republik |
| Jugoslawien                                           | Fehvad Mostarac, Zvonko Jandroković, Jerolim Karadža (5), Božidar Stanivuković, Plavšić, Martinčević (5), Ivan Đuranec (3), Zoran Cvetanović (7), Tomanovlć, Metikoš (3), Rešad Šarenkapa (5), Zvonko Kocijan (2). Cheftrainer: Ivan Snoj | Ahmet Hasan, Mustafa Hasan, Husein El Said, Seif El Dijen, Mohamed Alan, Hasan Abdel, Farouk (1), Farris, Khalil Gareib (1), Hogar Muhamed, Mahmud Isan, Abdel Morouf (3), Abdel Rahmi. | Vereinigte Arabische Republik |
| 1. Tag                                                | | |                               |
| Freitag, 30. Juni 1961 in Belgrad (Stadion Tašmajdan) | | |                               |
| Ergebnis: 30:8 (16:3)                                 | | |                               |
| Zuschauer: 2 000                                      | | |                               |
| Schiedsrichter: Alfred Schwab ( Österreich)           | | |                               |

| Rumänien                                             | Rumänien | Vereinigte Arabische Republik | Vereinigte Arabische Republik |
| ---------------------------------------------------- | --- | --- | ----------------------------- |
| Rumänien                                             | \| 2. Tag[3][4] \| \| Samstag, 1. Juli 1961 in Belgrad (Stadion Tašmajdan) \| \| Ergebnis: 19:11 (9:4 oder 11:7) \| \| Schiedsrichter: Alfred Schwab ( Österreich) \|                                        | \| 2. Tag[3][4] \| \| Samstag, 1. Juli 1961 in Belgrad (Stadion Tašmajdan) \| \| Ergebnis: 19:11 (9:4 oder 11:7) \| \| Schiedsrichter: Alfred Schwab ( Österreich) \| | Vereinigte Arabische Republik |
| Rumänien                                             | Mihai Redl, (Ioan Bogolea) – Petre Ivănescu, Cornel Oțelea, Mircea Costache I, Mircea Costache II, Lucian Popescu, Gheorghe Coman, Pall, Hans Moser, Olimpiu Nodea Cheftrainer: Oprea Vlase & Niculae Nedeff | | Vereinigte Arabische Republik |
| Rumänien                                             | Erste Version der Halbzeit: Nach dem Buch „Handball in der rumänischen Volksrepublik“ | Zweite Version: Nach der RUM-Zeitung „Sportul Popular“ | Vereinigte Arabische Republik |
| 2. Tag                                               | | |                               |
| Samstag, 1. Juli 1961 in Belgrad (Stadion Tašmajdan) | | |                               |
| Ergebnis: 19:11 (9:4 oder 11:7)                      | | |                               |
| Schiedsrichter: Alfred Schwab ( Österreich)          | | |                               |

| Jugoslawien                                          | Jugoslawien | Rumänien | Rumänien |
| ---------------------------------------------------- | --- | --- | -------- |
| Jugoslawien                                          | \| 3. Tag[2][3][4] \| \| Sonntag, 2. Juli 1961 in Belgrad (Stadion Tašmajdan) \| \| Ergebnis: 15:17 (9:10) \| \| Zuschauer: 6 000 \| \| Schiedsrichter: Otto Falk ( BR Deutschland) \|                                         | \| 3. Tag[2][3][4] \| \| Sonntag, 2. Juli 1961 in Belgrad (Stadion Tašmajdan) \| \| Ergebnis: 15:17 (9:10) \| \| Zuschauer: 6 000 \| \| Schiedsrichter: Otto Falk ( BR Deutschland) \| | Rumänien |
| Jugoslawien                                          | Fehvad Mostarac, Zvonko Jandroković, Jerolim Karadža (3), Hadžiahmetović, Zvonko Kocijan (2), Metikoš (3), Vrebalov, Ivan Đuranec (1), Martinčević (3), Plavšić, Zoran Cvetanović (3), Rešad Šarenkapa. Cheftrainer: Ivan Snoj | Mihai Redl, Ioan Bogolea, Petre Ivănescu (6 – 5), Aurel Bulgariu (2 – 1), Gheorghe Coman, Hans Moser (4 – 3), Gheorghe Bădulescu (1 – 1), Olimpiu Nodea (0 – 1), Otto Tellmann (0 – 2), Cornel Oțelea (3 – 3), Mircea Costache I, Mircea Costache II (1 – 1). Cheftrainer: Oprea Vlase & Niculae Nedeff | Rumänien |
| Jugoslawien                                          | Erste Zahl der Klammer: Tore nach dem YUG-Buch „Godišnjak“ – Zweite Zahl: Tore nach der RUM-Zeitung „Sportul Popular“ | | Rumänien |
| 3. Tag                                               | | |          |
| Sonntag, 2. Juli 1961 in Belgrad (Stadion Tašmajdan) | | |          |
| Ergebnis: 15:17 (9:10)                               | | |          |
| Zuschauer: 6 000                                     | | |          |
| Schiedsrichter: Otto Falk ( BR Deutschland)          | | |          |